# 葉紀甫
葉 紀甫（すゑ のりほ、1930年（昭和5年）4月1日 - 1993年（平成5年）2月12日）は詩人。元歴程同人。本名は早川 彰美（はやかわ あきよし）。
京城で生まれ、島根県出雲市で63歳で病没した。死因は心臓発作。同年に上梓された『葉紀甫漢詩詞集（一）（二）』に対して、第31回の藤村記念歴程賞が岡本太郎とともに授与された。1993年（平成5年）11月2日の朝日新聞に、入沢康夫による追悼文<「不帰順」の詩人・葉紀甫>が、掲載された。
葉の作品詩集はまれで、1967年（昭和42年）秋に刊行した口語自由詩の『わが砦』と、最晩年の私家版『葉紀甫漢詩詞集（一）』の2冊があるのみで、『わが砦』も彼の友人たちがまとめたものである。これは300部ほどの少部数発行で、かつ著者の性格も手伝い、あまり出回まっていない。没後に詩集『不帰順の地』、『葉紀甫漢詩詞集（二）』（これらも少部数）が、知友によって刊行された。
以上のように、詩人としてあまり世に知られていない葉だが、JR出雲市駅前の駐車場脇の植え込みに、彼の漢詩を刻んだ詩碑が、2003年（平成15年）9月に出雲中央ロータリークラブの手によって建立された。

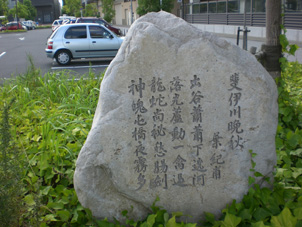
出雲市駅前の葉紀甫の詩碑

## 生涯
早川彰美は1930年（昭和5年）4月1日に朝鮮京畿道京城府黄金町に、父・早川清喜と母・英子との間に、三兄弟の次男として誕生した。本籍は東京都。父の清喜は、朝鮮総督府逓信省逓信課長を務めていたが、35歳で脳出血により急死した。母の英子は、島根県視学官、松江市立高等女学校の初代校長などを歴任した花田金之助の次女として島根県松江市で生まれた。花田は島根県視学官当時、島根県知事と共に朝鮮へ赴任、京城府教育総監などを歴任した。そのため、英子は京城高等女学校を卒業している。
彰美は、朝鮮京城師範学校付属第一小学校へ入学。病弱のため、夏休みはほとんどを本土の別府温泉、広島市、京都市などの保養地で過ごしており、5年次に留年した。小学校卒業後は京城公立中学校へ進学したが、2年次の1945年（昭和20年）8月15日に、日本の敗戦で学校が閉鎖された。
同年12月8日に日本本土へ引き揚げることが駐留軍から命じられ、京城の貨物専用駅である龍山からリュックサック一つで貨物列車で釜山まで運ばれる。釜山で抑留された後、急造艦船（戦時型標準貨物船880トン、通称八八）で本土の博多へ上陸。祖父・花田の本籍地である島根県飯石郡頓原町（現・飯南町）へ、松江を経て帰郷したのは年末であった。
1946年（昭和21年）4月、島根県立松江中学校2年次に編入。当初は寄宿舎生活だったが、病弱のため母英子の従姉妹である金田家へ下宿することになる。早熟だった彰美は初めて見る松江の風俗習慣、とりわけ松江城の研究や松平不昧が築いた茶室の管田庵などに興味をもった。在学中の学制改革により、旧制中学校が新制高等学校に転換され、彼が在籍していた旧制中学4年生は新制高校1年生に編成された。
その時の松江高等学校の同級に、入沢康夫がいた。彰美は入沢やその他の級友たちと文芸同人誌「松高文芸」や詩版画誌「しろたま」に寄稿したが、この時の文学仲間たちが葉紀甫の生涯を通じた友になった。

## 詩集「歴程」創刊時の歴程同人（1935年5月）
岡崎清一郎、尾形亀之助、草野心平、高橋新吉、中原中也、土方定一、菱山修三、逸見猶吉、宮澤賢治（物故同人）

## 歴代の主な歴程同人
赤坂長義、会田綱雄、青木はるみ、安西均、安東次男、飯沼文、石垣りん、伊藤信吉、井上靖、入沢康夫、宇佐見英治、小野十三郎、香川弘夫、金井直、菊岡久利、北畠八穂、北杜夫、串田孫一、黒田三郎、嵯峨信之、貞久秀紀、島崎翁助、渋沢孝輔、新藤千恵、宗左近、高内壮介、財部鳥子、谷川俊太郎、田村隆一、長光太、辻まこと、粒来哲蔵、鳥見迅彦、中上健次、中桐雅夫、野上彰、深瀬基寛、藤原定、馬淵美意子、森田たま、三好豊一郎、宮津博、矢内原伊作、山田今次、山本健吉、山本太郎、山本道子、吉原幸子、吉行理恵

## 葉紀甫の文献
谷内修三の批評に「葉紀甫の詩」がある。